# Sportzentrum Zeltweg

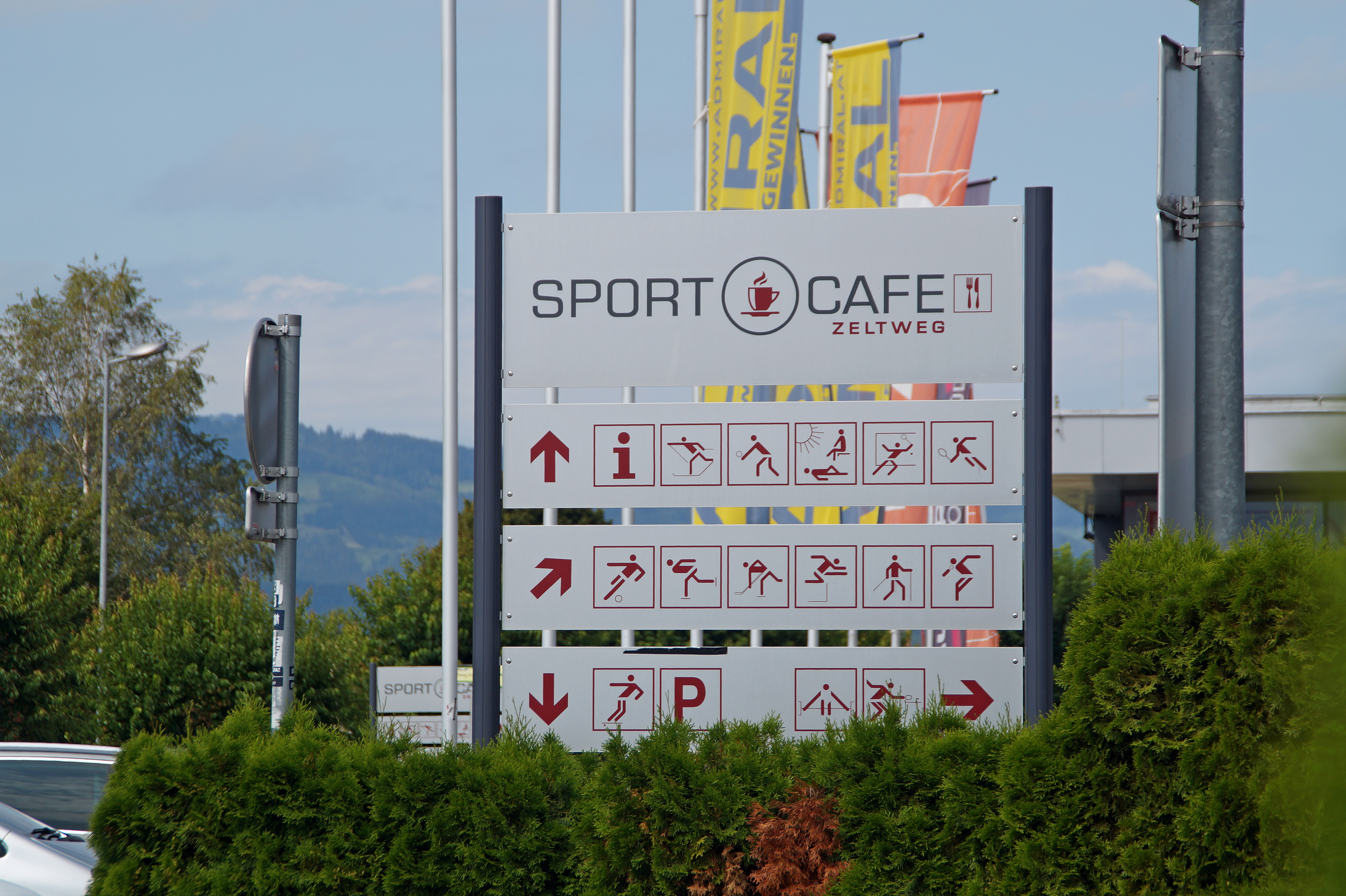
Orientierungstafel

Das Sportzentrum Zeltweg ist ein Sportareal in der Gemeinde Zeltweg, das auf etwa 10 ha Fläche zwei Sporthallen und ein umfangreiches Freigelände enthält. Betrieben wird es vom Verein "Sportzentrum Zeltweg".
Die Zeltweghalle und der befestigte Vorplatz werden auch für Veranstaltungen und Messen genutzt. Dabei dient als Zugpferd vor allem die "Aichfeldmesse Zeltweg", die unter dem Markennamen AINOVA vermarktet wird.

## Aichfeldhalle
Die Aichfeldhalle ist die Eishalle im Sportzentrum Zeltweg. Sie ist die Heimspielstätte des EV Zeltweg 2010. Außerdem ist sie Heimstätte des Eiskunstlaufclubs Aichfeld-Zeltweg (EKAZ) und des Eisschützenvereins (ESV).
Die 1976 errichtete Eissporthalle bietet 2.400 Besuchern Platz,  davon 800 Steh- und 1.500 Sitzplätze. Weitere 100 Zuschauer finden in Logen Platz. Die Aichfeldhalle wurde im Jahr 2009 renoviert, wobei die Kapazität erhalten blieb. Die Stehplätze wurden angehoben, unterhalb entstehen neue Kabinen. Auch die Außenhaut der Halle wurde saniert.

## Zeltweghalle

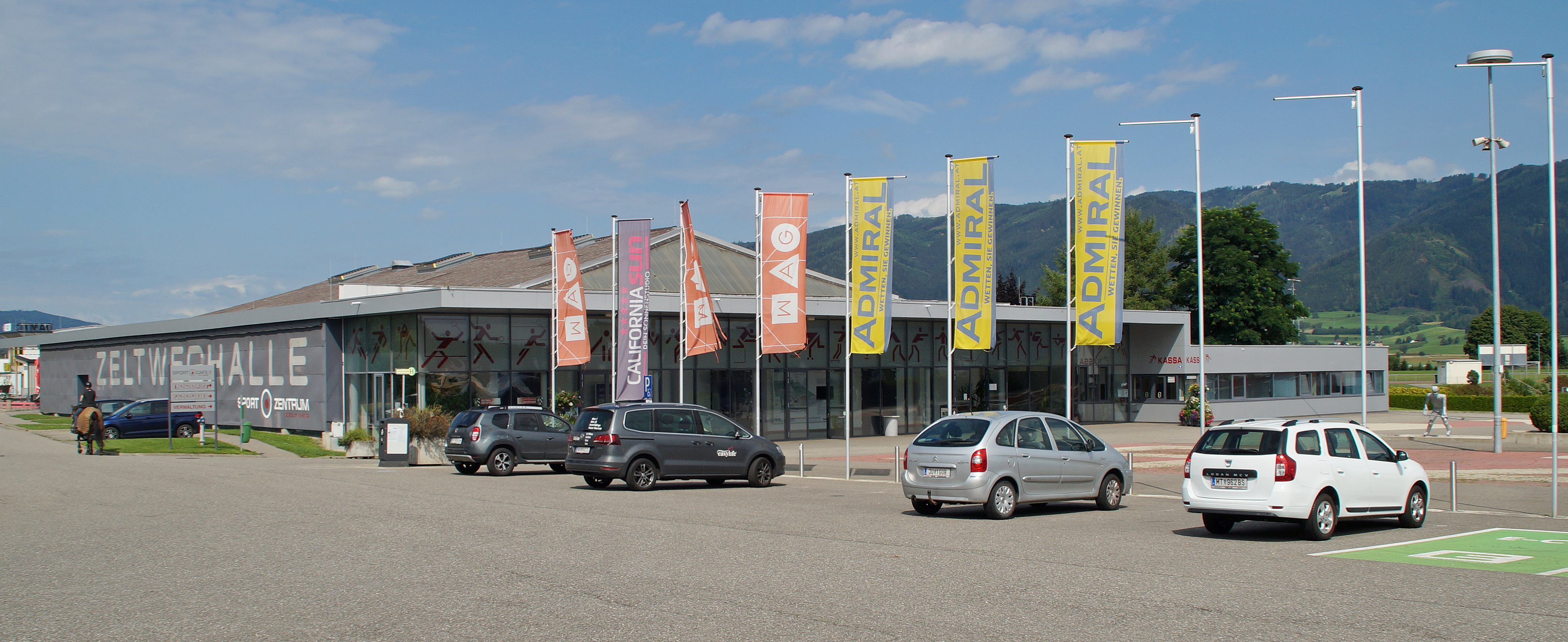
Die Zeltweghalle im Sportzentrum Zeltweg

Die Zeltweghalle beherbergt neben den Verwaltungsräumlichkeiten und einem Café eine Tennishalle, eine Squashhalle sowie einen Wellnessbereich. In zwei kleineren Nebengebäuden sind ein Sportartikelgeschäft und die Tischtennishalle untergebracht.
In diesem Bereich sind die ATUS-Sektionen "Kraft und Fitness" und "Tennis" beheimatet, ebenso wie der Tischtennisverein (TTC) und der ASKÖ-Judoclub Zeltweg.

## Freigelände
Das Freigelände bietet einen reinen Fußballplatz sowie ein kombiniertes Fußball-/Leichtathletikstadion und zwei etwas kleinere Trainingsplätze. Daneben gibt es Plätze für weitere Ballsportarten (Beachvolleyball, Streetsoccer, Tennis, Boccia) sowie verschiedene Lauf-, Skilanglauf- und Skatingstrecken.
Diese Sportangebote nutzen die folgenden Vereine: der Fußballverein FC Zeltweg, die ATUS-Sektionen "Roll- und Eissport und Inline-Skating", "Leichtathletik" und "Bogensport" und der Triathlonverein des ASKÖ Zeltweg.